# 革剌斯

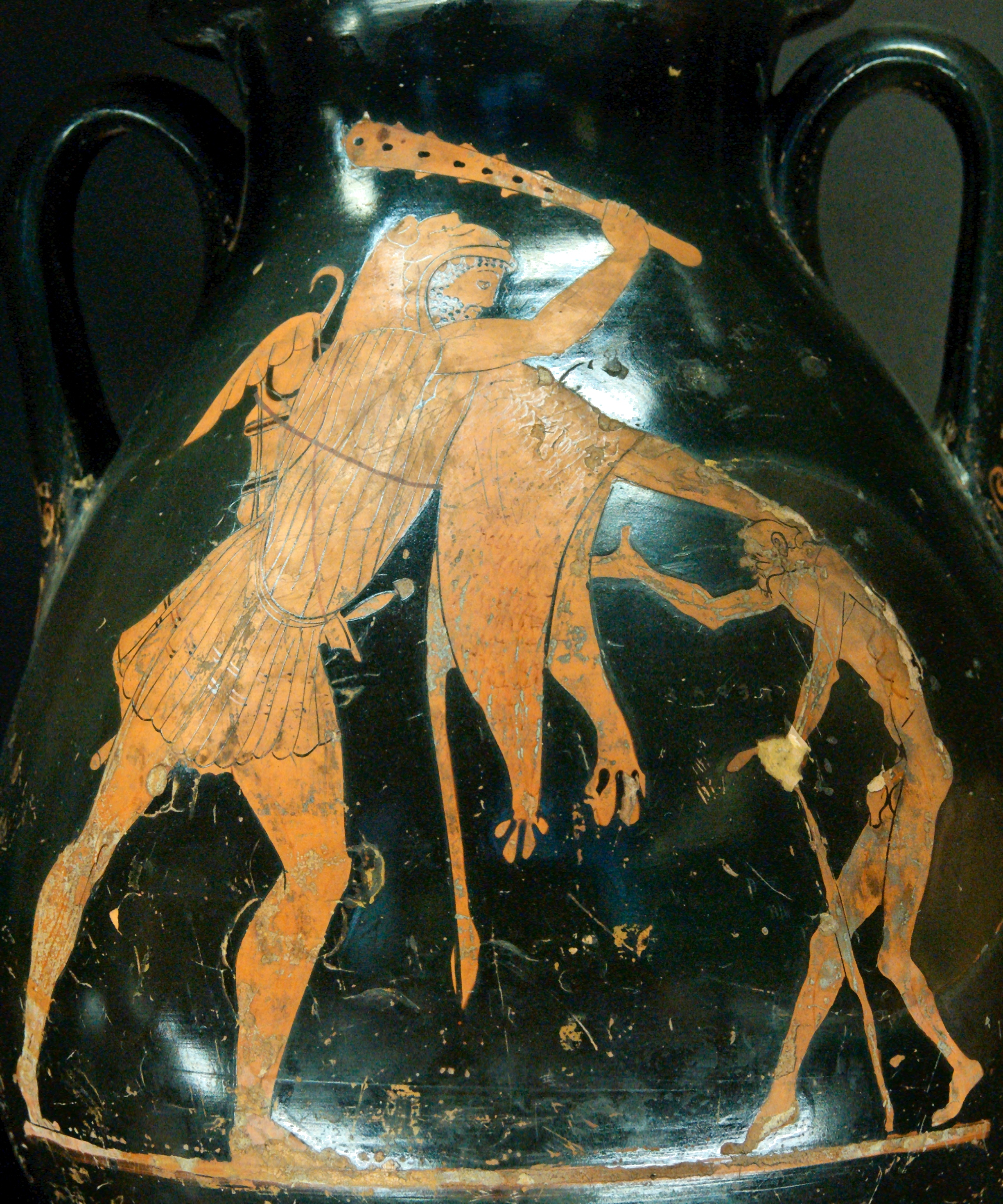
赫拉克勒斯 毆打革剌斯。赤土制佩利克罐，公元前480—470年，現存盧浮宮

革剌斯（羅馬化：Gễras，直译：「高齡」），在希臘神話中是代表衰老的神。 他在羅馬神話中對應的是塞涅克圖斯（Senectus），他的对立者是青春女神赫柏。
根據赫西俄德的《神谱》，革剌斯是黑夜女神倪克斯的兒子。希吉努斯和西塞罗則一致認為他的父親是黑暗之神厄瑞玻斯。
作為希臘文化的題材，革剌斯被刻畫為和赫拉克勒斯作對的已滿是皺紋的小老頭，最後終於被赫拉克勒斯打敗。
據菲洛斯特拉托斯記載，在加的斯曾經出現過祀奉革剌斯的希臘神廟。

## 文献
- 法蘭克·博罗马：〈赫拉克勒斯和革剌斯〉，《考古學報》，1952. S. 60–73.

## 外部連結
- GERAS Greek god or spirit of old age ; mythology ; pictures SENECTUS （页面存档备份，存于）